# Joachim Ernst von Anhalt-Dessau
Joachim Ernst (II.) von Anhalt-Dessau (* 28. Juli 1592 in Dessau; † 28. Mai 1615 ebenda) war Erbprinz von Anhalt-Dessau.

## Leben
Joachim Ernst war der erste Sohn des Fürsten Johann Georg I. von Anhalt-Dessau aus dessen erster Ehe mit Dorothea, Tochter des Grafen Johann Albrecht VI. von Mansfeld in Arnstein.
Joachim Ernst wurde sorgfältig erzogen und trat, nach Abschluss seiner Kavaliersreise, mit seinem 18. Lebensjahr in den aktiven Militärdienst, wo er ruhmvoll an Kriegen am Rhein teilnahm. Er kämpfte unter dem Oberbefehl seines Onkels Christian an der Maaß und bei der Belagerung von Lüttich. Von den vereinigten Fürsten und Ständen in Heilbronn wurde Joachim Ernst 1604 zum Obersten ernannt. Er starb bereits 22-jährig vor seinem Vater an den Blattern. Kurz vorher soll er seinen Todestag und seine Todesstunde genau vorausgesagt haben. Joachim Ernst wurde in der Marienkirche zu Dessau bestattet.